# Mori Yoshinari
Mori Yoshinari (森 可成, 1523 – 19 de octubre de 1570) fue un Samurai Japonés del Periodo Sengoku y cabeza de la familia Mori (Clan Mori), descendientes de Seiwa Genji. 
Sirvió al Clan Saitō. Los Saitō eran señores feudales de la Provincia de Mino. Cuando el Clan Saitō fue derrotado por el Clan Oda, a manos de Oda Nobunaga, el clan Yoshinari y su familia entraron a servir a Nobunaga. Se caracterizaba por su gran fuerza y maestría con la lanza larga, siendo muy respetado y valorado por ello, se dice que era de los líderes más apegados a Oda Nobunaga con una lealtad indudable.
Yoshinari fue padre del samurái Mori Nagayoshi y Mori Ranmaru. Tras la muerte en combate de Yoshinari en 1570 luchando contra el Clan Asakura, Nagayoshi quedó como la cabeza del clan, pero murió tiempo después en la Batalla de Komaki y Nagakute en 1584.
- Datos: Q1036926
- Multimedia: Mori Yoshinari / Q1036926